# Take a Chance (film 1918)
Take a Chance è una comica muta del 1918 di Alfred J. Goulding con Harold Lloyd.